# Central Coast Mariners Football Club 2023-2024
Questa voce raccoglie le informazioni riguardanti il Central Coast Mariners Football Club nelle competizioni ufficiali della stagione 2023-2024

## Rosa
| N. |                          | Ruolo | Calciatore           |
| -- | ------------------------ | ----- | -------------------- |
| 2  | Brasile (bandiera)       | D     | Mikael Doka          |
| 3  | Vanuatu (bandiera)       | D     | Brian Kaltack        |
| 4  | Australia (bandiera)     | C     | Joshua Nisbet        |
| 5  | Australia (bandiera)     | D     | Noah Smith           |
| 6  | Australia (bandiera)     | C     | Maximilien Balard    |
| 7  | Australia (bandiera)     | C     | Christian Theoharous |
| 9  | Australia (bandiera)     | A     | Alou Kuol            |
| 10 | Brasile (bandiera)       | A     | Marco Túlio          |
| 11 | Colombia (bandiera)      | C     | Ángel Torres         |
| 13 | Australia (bandiera)     | C     | Harrison Steele      |
| 14 | Australia (bandiera)     | A     | Dylan Wenzel-Halls   |
| 15 | Nuova Zelanda (bandiera) | D     | Storm Roux           |
| 17 | Australia (bandiera)     | A     | Jing Reec            |

| N. |                      | Ruolo | Calciatore          |
| -- | -------------------- | ----- | ------------------- |
| 18 | Australia (bandiera) | D     | Jacob Farrell       |
| 20 | Australia (bandiera) | P     | Danny Vukovic       |
| 22 | Australia (bandiera) | D     | Cameron Windust     |
| 23 | Figi (bandiera)      | D     | Daniel Hall         |
| 27 | Australia (bandiera) | D     | Sasha Kuzevski      |
| 28 | Australia (bandiera) | C     | James Bayliss       |
| 29 | Australia (bandiera) | C     | Will Wilson         |
| 30 | Australia (bandiera) | P     | Jack Warshawsky     |
| 33 | Australia (bandiera) | D     | Nathan Paull        |
| 39 | Australia (bandiera) | C     | Miguel Di Pizio     |
| 40 | Australia (bandiera) | P     | Dylan Peraić-Cullen |
|    | Australia (bandiera) | D     | Trent Millard       |

## Risultati

### Coppa dell'AFC
| Arbitro: | Omar Al-Ali |

|          |           |  |
| Kuol 84’ | Marcatori |  |